# Мудходжі II
Мудходжі II (гінді माधोजी द्वितीय भोंसले; д/н — 15 липня 1840) — 7-й магараджа Наґпура. Його правління припало на період третьої англо-маратхської війни, що завершилась поразкою маратхів.

## Життєпис

### Боротьба за владу
Походив з династії Бхонсле, гілки Хінганікар. Онук магараджи Мудходжі I, син В'янкоджі. При народженні звався Аппа Сагіб. Після смерті магараджи Раґходжі II 1816 року за підтримки сановника Рамчандри Ваґи та британського резидента в Нагпурі Річарда Дженкінса повстав проти влади регентши Бака Баї при новому магараджи Парсоджі.
11 квітня з'явився в дарбарі (загальній раді) начебто, щоб замиритися. Проте організував арешт регентши та її прихильників. Невдовзі наказав вбити Дхармаджі Бхонсле, сина попереднього магараджи Раґходжі II від наложниці. За цим став регентом. 28 травня було укладено субсідіарний договір з Британською Ост-Індською компанією, цим фактично визнано протекторат над Нагпурським князівством. Британський контингент був розміщений у Каламесварі поблизу міста Наґпур. 2 лютого 1817 року за підозрилих обставин помер магараджа Парсоджі. Владу перебрав Аппа Сагіб, що прийняв ім'я Мудходжі II.

### Панування
У листопаді 1817 року з початком нової війни маратхів з британцями перейшов на бік пешви Баджі Рао I, скасувавши субсідіарний договір. Його війська атакували британців, але зазнали поразок в битвах біля Сітабальді (29 листопада) та поблизу міста Нагпур (26 грудня). В результаті 6 січня 1818 року уклав з британцями договір, за яким поступовся рештою Берару, долиною Нармада, фортецями Гавілгарх, Нарнала, Джуббулпор, Шівані, Дхіруд, Чаураґад та Мандала; цивільна та військова адміністрація князівства опинялася під наглядом Британської резидентури.
15 березня 1818 року Мудходжі II було повалено, відправлено до Аллахабадської в'язниці (мала погану славу ще за часів Великих Моголів) під варту, тоді як британці посадили його малолітнього онука Раґходжі III.

### Останні роки
На шляху до в'язниці підкупив охорону, втікши через пагорби Махадео, де отримав допомогу від Мохан Сінгха, тхакура Панчмаді. Але невдовзі британські загони завдали тому поразки. 1 лютого 1819 року колишній магараджа за допомогою загону піндарі (найманців) втік до фортеці Асігарх в Малаві. Переслідуємий британцями влітку втік до Пенджабу, де на деякий час отримав притулок в Ранджит Сінґха. 1829 року перебрався до Джодхпуру під захист марварського магараджи Ман Сінґха. Тут спокійно мешкав до самої смерті у 1840 році.